# Beetham Tower
La Beetham Tower (nota anche come Hilton Tower) è un grattacielo di 47 piani ad uso misto situato a Manchester, in Inghilterra. Completato nel 2006, prende il nome dai suoi costruttori, la Beetham Organization, ed è stato progettato dallo studio di architettura SimpsonHaugh and Partners.
Con un'altezza di 169 metri, è stato il più alto edificio di Manchester e il più alto al di fuori Londra nel Regno Unito dal 2006 al 2018. È stato descritto dal Financial Times come "il primo vero grattacielo del Regno Unito al di fuori di Londra". Nel novembre del 2018 è stato superato in altezza dal Deansgate Square, che è alto 201 metri.